# Parsonsfield
Parsonsfield – miasto w Stanach Zjednoczonych, w stanie Maine, w hrabstwie York.